# Пйотрковиці (Ґродзиський повіт)
Пйотрковиці (пол. Piotrkowice) — село в Польщі, у гміні Жаб'я Воля Ґродзиського повіту Мазовецького воєводства.
Населення — 115 осіб (2011).
У 1975-1998 роках село належало до Скерневицького воєводства.

## Демографія
Демографічна структура станом на 31 березня 2011 року:
|          | Загалом | Допрацездатний вік | Працездатний вік | Постпрацездатний вік |
| -------- | ------- | ------------------ | ---------------- | -------------------- |
| Чоловіки | 56      | 11                 | 38               | 7                    |
| Жінки    | 59      | 15                 | 33               | 11                   |
| Разом    | 115     | 26                 | 71               | 18                   |